# NGC 6235
NGC 6235 (другие обозначения — GCL 48, ESO 586-SC5) — шаровое скопление в созвездии Змееносец.
Этот объект входит в число перечисленных в оригинальной редакции «Нового общего каталога».